# Holly Park (San Francisco)
Holly Park ist ein öffentlicher Park in San Francisco, Kalifornien, im Stadtteil Bernal Heights. Es ist bekannt für seinen hervorragenden Blick auf die Stadt und die Bucht von San Francisco.
Als einer der ältesten Stadtparks San Franciscos wurde er der Stadt 1862 von James Graham Fair geschenkt, von einem Grundstück, das Teil des Bernal-Landstipendiums war, auch bekannt als Rancho Rincon de las Salinas y Potrero Viejo. In den 1920er Jahren wurde das Anwesen dann mit Hilfe des Stadtparkamtes verbessert und ab den 1950er Jahren die Stadtplanung und -finanzierung erhöht. Es gibt Wanderwege rund um den Gipfel des Holly Hill, Wanderwegweiser, öffentliche Kunst, Picknickplätze, Basketball- und Tennisplätze, Gärten und einen Kinderspielplatz.
Die kinetische Skulptur Odonata (lat. für Libelle) von Joyce Hsu befindet sich im Park nahe dem Spielplatz.
Der Name des Parks und von Holly Hill stammt wahrscheinlich von der Hollyleaf-Kirsche oder der Islais-Kirsche, die einst in der Nähe des Islais Creeks im Süden des Hügels reichlich vorhanden war.